# Keith Szarabajka

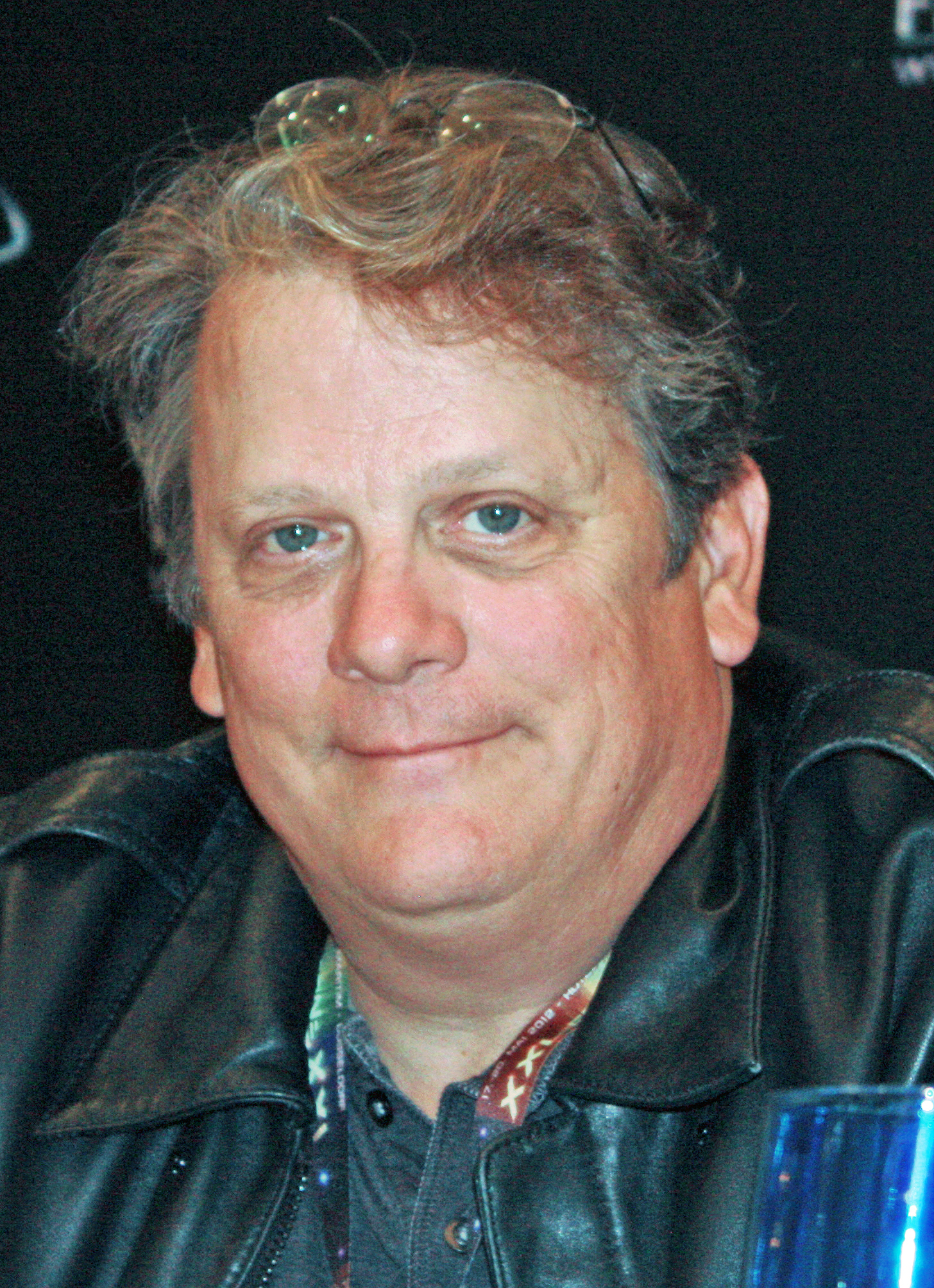
Keith Szarabajka (2012)

Keith Szarabajka (* 3. Dezember 1952 in Oak Park, Illinois) ist ein US-amerikanischer Schauspieler und Synchronsprecher.

## Leben
Keith Szarabajka wurde als Sohn von Anne und Edward Szarabajka geboren. Seine Familie hat polnische Wurzeln. Nach der Highschool studierte er zunächst an der University of Chicago und später an der Trinity University in San Antonio. Von 1972 bis 1978 absolvierte er eine Ausbildung zum Schauspieler am Theater seiner Heimatstadt Chicago. Eine erste kleine Rolle bekam er 1982 in dem Film Vermißt.
Im Laufe seiner Arbeit als Schauspieler spielte Szarabajka in verschiedenen Fernsehserien wie Star Trek: Raumschiff Voyager, Akte X, Charmed, 24 und Law & Order mit. Zu seinen bekannteren Fernsehrollen zählen seine Hauptrolle in der Serie Der Equalizer sowie die Rolle des Jägers Daniel Holtz in der Serie Angel – Jäger der Finsternis. Im Bereich des Films konnte Szarabajka vor allem durch seine Rolle als Detektiv Stephens in der Batman-Verfilmung The Dark Knight seinen Bekanntheitsgrad erhöhen.
Als Synchronsprecher lieh er zahlreichen Figuren in Animationsserien und Computerspielen seine Stimme. So zum Beispiel Xardas in der englischen Sprachausgabe von Gothic 3.

## Filmografie (Auswahl)
- 1982: Vermißt (Missing)
- 1985: Warnzeichen Gen-Killer (Warning Sign)
- 1985: Der Equalizer (The Equalizer, Fernsehserie)
- 1985: Marie – Eine wahre Geschichte (Marie)
- 1987: Walker
- 1990: Law & Order (Fernsehserie)
- 1991: Golden Years (Fernsehserie)
- 1993: Babylon 5 (Fernsehserie)
- 1993: Akte X – Die unheimlichen Fälle des FBI (The X-Files, Fernsehserie)
- 1993: Perfect World (A Perfect World)
- 1994: Fackeln im Sturm (Heaven & Hell: North & South, Book III)
- 1994: André (Andre)
- 1994: Den Killer im Nacken
- 1995: Star Trek: Raumschiff Voyager (Fernsehserie)
- 1996: Jim Profit – Ein Mann geht über Leichen (Profit, Fernsehserie, 8 Folgen)
- 2001–2002: Angel – Jäger der Finsternis (11 Folgen)  (Angel, Fernsehserie)
- 2001: 24 (Fernsehserie)
- 2005: The Inside (Fernsehserie)
- 2006: Gothic 3 (Computerspiel, englische Sprachausgabe)
- 2008: The Dark Knight
- 2009: Dragon Age: Origins (Computerspiel)
- 2011: Transformers 3 (Transformers: Dark of the Moon, Stimme)
- 2012: Halo 4 (Computerspiel, Stimme)
- 2011: L.A. Noire (Computerspiel, Stimme und Motion Scan)
- 2012: Argo
- 2012: Elementary (Fernsehserie, Folge 1x07)
- 2013: Criminal Minds (Fernsehserie, Folge 8x14)
- 2013: BioShock Infinite (Computerspiel)
- 2014: Castle (Fernsehserie, Folge 7x07)